# ABU TV Song Festival 2023
l'ABU TV Song Festival 2023 è stata la dodicesima edizione della manifestazione che si è svolta a Seul, in Corea del Sud il 8 Novembre 2023.

## Partecipanti
| #  | Paese         | Cantante                     | Canzone                                        | Lingua               |
| -- | ------------- | ---------------------------- | ---------------------------------------------- | -------------------- |
| 1  | Turkmenistan  | Annamyradow Begmyrat         | "White City with Arkadag"                      | turkmeno e inglese   |
| 2  | Cina          | Tia Ray                      | "Ready for Love"                               | cinese e inglese     |
| 3  | India         | Malini Awasthi               | "Ram Ji Ke Bhaile Janamva"                     | awadhi               |
| 4  | Sri Lanka     | Sheron Silva                 | "Lunu Dehi"                                    | singalese            |
| 5  | Turchia       | Umut Sülünoğlu and Uğur Önür | "Yolcu"                                        | turco                |
| 6  | Macao         | Winifai                      | "忠於快樂的信仰 (The Philosophy of Happiness)" | cantonese e inglese  |
| 7  | Vietnam       | Erik (Lê Trung Thành)        | "Ghen"                                         | vietnamita           |
| 8  | Malaysia      | Aina Abdul                   | "Terus Hidup"                                  | malay                |
| 9  | Hong Kong     | Chau Kat Pui                 | "Forever Love"                                 |                      |
| 10 | Giappone      | Ayaka Hirahara               | "Jupiter"                                      | giapponese e inglese |
| 11 | Corea del Sud | Mamamoo+                     | "Chico malo"                                   | coreano e spagnolo   |